# Águas Santas e Moure
Águas Santas e Moure (oficialmente: União das Freguesias de Águas Santas e Moure) é uma freguesia portuguesa do município de Póvoa de Lanhoso, com 3,91 km² de área e 589 habitantes (censo de 2021). A sua densidade populacional é 150,6 hab./km².

## História
Foi criada aquando da reorganização administrativa de 2012/2013, resultando da agregação das antigas freguesias de Águas Santas e Moure.

## Demografia
A população registada nos censos foi:
| Distribuição da População por Grupos Etários | Distribuição da População por Grupos Etários | Distribuição da População por Grupos Etários | Distribuição da População por Grupos Etários | Distribuição da População por Grupos Etários | Distribuição da População por Grupos Etários |
| -------------------------------------------- | -------------------------------------------- | -------------------------------------------- | -------------------------------------------- | -------------------------------------------- | -------------------------------------------- |
| Antes da agregação                           |                                              |                                              |                                              |                                              |                                              |
| Ano                                          | 0-14 anos                                    | 15-24 anos                                   | 25-64 anos                                   | >= 65 anos                                   | Total                                        |
| 2001                                         | 107                                          | 126                                          | 298                                          | 114                                          | 645                                          |
| 2011                                         | 105                                          | 82                                           | 359                                          | 116                                          | 662                                          |
| Após a agregação                             |                                              |                                              |                                              |                                              |                                              |
| Ano                                          | 0-14 anos                                    | 15-24 anos                                   | 25-64 anos                                   | >= 65 anos                                   | Total                                        |
| 2021                                         | 79                                           | 56                                           | 308                                          | 146                                          | 589                                          |